# Jailbird
Jailbird ist eine Tragikomödie von Andrea Magnani, die im November 2022 beim Tallinn Black Nights Film Festival ihre Premiere feierte.

## Handlung
Giacinto wurde im Gefängnis geboren und hat dort seine Kindheit bei seiner Mutter verbracht. Jack, der einzige männliche Gefängniswärter, wurde hier für ihn so etwas wie ein Vaterersatz. 
Als Giacinto aufgrund eines Gesetzes „freigelassen“ wird, schickt ihn Jack in eine Welt, die ihm völlig fremd ist. Pater Aldo heißt Giacinto in einem Jugendheim willkommen, doch der Junge hat das Gefühl, einfach nicht dazuzugehören und wird gemobbt. Ihm scheint das Gefängnis der beste Ort, um sich vor dieser Welt zu verstecken, denn es ist das einzige Zuhause, das er je hatte. Wann immer er kann, besucht er daher dort seine Mutter.
Als junger Mann kehrt Giacinto als Beamter in das Gefängnis zurück. Jack arbeitet noch immer dort.

## Produktion

### Regie und Drehbuch
Regie führte Andrea Magnani, der auch das Drehbuch schrieb. Es handelt sich bei Jailbird nach Easy, der 2017 beim Locarno Film Festival gezeigt wurde, um seine zweite Regiearbeit bei einem Spielfilm. Die Idee für den Film hatte Magnani, nachdem er einen Artikel gelesen hatte, der von Kindern von Strafgefangenen erzählte, die im Gefängnis geboren wurden und einige Jahre mit ihren Müttern dort lebten.

### Besetzung und Dreharbeiten
Adriano Tardiolo spielt in der Hauptrolle den erwachsenen Giacinto. Er wurde vor allem durch seine Rolle als Lazarus-ähnliche Titelfigur in dem Film Glücklich wie Lazzaro von Alice Rohrwacher bekannt. Giovanni Calcagno, bekannt aus Fernsehserien wie Die Toten von Turin, Die Schöne und das Biest und Die Bergpolizei, spielt den Gefängniswärter Jack. Magnani erklärte zu der entstandenen Figur, er hätte Calcagnos physische Erscheinung, mit einem Schnurrbart, der unecht aussieht, und seine dicken Augenbrauen, was ihn alles fast wie ein Monster aussehen lasse, in den Charakter einfließen lassen. Letztlich erweise sich Jack jedoch als eine liebenswerte Vaterfigur. Aylin Prandi und Stefano Casetti spielen Giacintos Eltern Lucia und Mondo. Gianluca Gobbi ist in der Rolle von Pater Aldo zu sehen. Die slowakische Schauspielerin Barbora Bobuľová spielt Gefängnisdirektorin Malin und Orest Syrvatka deren Vater, der einst selbst Gefängnisdirektor war. Nina Naboka spielt die ältere Gefängnisinsassin Rocky.
Die Dreharbeiten fanden ab Spätsommer 2021 in der Ukraine statt, vor Beginn des Angriffskrieges Russlands, und dauerten fünf Wochen. Die meisten Innenaufnahmen entstanden in einem Studio in Kiew. Als Kameramann fungierte Yaroslav Pilunskiy. Der Film entstand unter dem Arbeitstitel La Lunga Corsa beziehungsweise The Long Run. Das Szenenbild entwarf Aleksandr Batenev.

### Musik und Veröffentlichung
Die Musik für den Film, die lediglich aus zwei Stimmen besteht, einem Sopran und einem Tenor, schrieb Fabrizio Mancinelli. Diese wird im Film mit den Umgebungsgeräuschen wie Schritten oder Händeklatschen gemischt.
Die Premiere erfolgte am 20. November 2022 beim Tallinn Black Nights Film Festival, wo der Film im Hauptwettbewerb gezeigt wird. Ende November, Anfang Dezember 2022 wurde er beim Torino Film Festival vorgestellt.

## Auszeichnungen
Tallinn Black Nights Film Festival 2022
- Nominierung im Wettbewerb
- Nominierung im Critics’ Picks Strand[8][10]